# 比涉儿
比涉儿，契丹族，金朝末年起兵反金投靠蒙古统帅。
金宣宗时，比涉儿在乣军中服役。贞祐二年（1214年），蒙古大军南下，五月，金宣宗逃离中都（今北京市），军心动摇。驻扎在中都南涿州、良乡一带以契丹为主的乣军杀死金将襄昆（兖昆），推举斫答与比涉儿等人为帅，领兵攻中都，在芦沟桥乣军千人潜水背袭守桥金兵，大胜，获得金朝官军很多甲杖，声势大振。为求后援，比涉儿派人与辽东耶律留哥和蒙古军联系。成吉思汗派三模合、石抹明安等人与他会合，围攻中都。贞祐三年（1215年），破中都。